# Belén de Sárraga Hernández
Belén de Sárraga Hernández (Valladolid, 10 de juliol de 1872 - Mèxic, 9 de setembre de 1950) va ser una activista del canvi social, fundadora de diverses revistes, feminista, maçona, lliurepensadora, oradora i primera dona a afiliar-se al Partit Republicà Federal. Filla d'un militar liberal oriünd de Puerto Rico, va fer gires de propaganda i perllongades estades a Iberoamèrica. Va ser activista anticlerical durant la Revolució mexicana durant els anys 20, en la qual va realitzar conferències per tot el país afavorides pels governs revolucionaris al costat de Atala Apodaca. Va participar activament en la política de la Segona República Espanyola. Es va exiliar a Mèxic.
A Màlaga va ser arrestada i condemnada a dos mesos i un dia d'arrest major el 1904, per pronunciar un discurs contra el general Polavieja a les portes de l'hotel on s'allotjava, censurant al general per l'afusellament del poeta i heroi de la independència de les Filipines José Rizal.

## Orígens
Belén de Sárraga Hernández va néixer a Valladolid el 1872, durant el Sexenni Democràtic. Primogènita de Vicente de Sárraga —capità d'infanteria republicà i maçó, procedent d'una família burgesa— va néixer dos anys després del matrimoni civil (1874) del seu pare amb la seva mare, Felisa Hernández Urgón, natural de Valladolid i d'origen humil. El 1877, Vicente de Sárraga i Felisa van celebrar un nou matrimoni: canònic.
Belén i els seus pares es muden a Puerto Rico el 1880 i, aconsellada pel seu avi Fernando Ascensión de Sárraga i Aguayo (anterior Director del Magisteri d'Ensenyament Normal de Sant Joan de Puerto Rico), estudia la carrera de Magisteri, amarant-se de l'educació il·lustrada.
Segons fonts fiables, el pare de Belén era de caràcter arrogant, conspirador i afeccionat al joc, la qual cosa li va implicar nombrosos desterraments, denúncies i judicis. Això va comportar que en el moment de tornar a Espanya, Vicente de Sárraga i Felisa se separessin el 1888. Tan sols un any després, en 1889, la mare mor, generant una onada de crítiques i deixant Belén i el seu germà Rafael a càrrec de l'àvia materna dels nens, Ana Urgón, de qui es comentava que era analfabeta però forta per tenir cura dels seus nets. El pare de Belén els abandona per iniciar una nova relació sentimental i casar-se de nou en 1891.
Belén va lluitar per l'ajuda econòmica per a la seva manutenció, que li corresponia tant a ella com al seu germà, i d'aquesta forma, es va introduir lentament en els cercles republicans federals, on va conèixer el seu coetani Emilio Ferrero Balaguer, un comerciant republicà i maçó amb el qual es va mudar a Barcelona el 1890.
També s'endugué el seu germà Rafael, que va presenciar les noces d'Emilio i la seva germana el 1890 (1894 segons altres fonts), la qual, seguint el costum de l'època, va afegir el cognom del marit al seu. Van tenir tres fills: Llibertat, Demófilo Dantón i Víctor Volney. Belén va confessar que havia trobat un “company a la vida” i un company de doctrina, una “ànima bessona” a la seva, i també, un mentor amb el qual predicar les seves idees en conferències, reunions, mítings i altres actes.
Poc temps després, Belén va començar a ser reconeguda dins dels àmbits de l'oratòria i de la premsa, ja que va escriure nombrosos articles en revistes tant barcelonines com a madrilenyes. La fama i actes de Belén Sárraga de Ferrero —com era coneguda llavors—, la van elevar ràpidament.
Va estudiar i va acabar la carrera de Medicina a la Universitat de Barcelona, en la qual va organitzar, arran de l'excomunió vaticana per a la publicació de l'obra Historia Natural, una protesta contra la destitució de Odón de Bon de la càtedra. També era col·laboradora de la revista espiritista La Luz del porvenir, de Barcelona.
Era lectora afeccionada de Pierre-Joseph Proudhon, Mikhaïl Bakunin i Piotr Kropotkin i autoproclamada filla espiritual de Pi i Margall, a qui conegué a Barcelona, Eduardo Benot i Nicolás Estévanez, Olympe de Gouges, Madame de Staël, George Sand i Louise Michel. Durant quinze anys, la fama de Belén de Sárraga no va decaure; sí que ho feu, en vanvi, el seu matrimoni, ja que el paper d'Emilio va passar, gradualment, a ser únicament el de “marit de Belén Sárraga”, cosa que va trencar l'ideal fraternal, laic i republicà que volien mantenir. Això va generar diferències en la parella i es van divorciar. El 1911, ella va canviar el seu cognom i va optar per “de Sárraga” de nou.

## Activitat en premsa i en l'àmbit polític i social
El 1895 va fundar a València la Federació de Grups Femenins. Un any després, a Barcelona, va fundar l'Associació de Dones Lliurepensadores, organització que va ser prohibida pel governador i va ser la causa de la seva detenció.
Una altra vegada a València, va participar en campanyes i manifestacions contra la monarquia i a favor de la independència cubana. A l'agost d'aquest mateix any, durant una manifestació independentista, va ser empresonada. A fi d'any va entrar a formar part de la lògia maçònica “Severitat”. També va dirigir el diari La Conciencia Libre (1896-1907)
Ja el 1897 va ser presidenta de l'Associació General Femenina a València, i, a final d'any, va fundar la Federació de Societats de Resistència a Màlaga; aquesta societat va arribar a tenir 30000 afiliats i 80 societats.
Quan estava vivint a Madrid, l'any 1898, va ingressar al Centre Instructiu Obrer Republicà, i allà va conèixer Fermín Salvoechea i Pedro Vallina, dos anarquistes. Un any més tard va fundar l'Associació de Dones Lliurepensadores de Maó.
Va militar amb Teresa Claramunt i Ángeles López de Ayala en el grup anarquista barceloní de Gràcia. Va arribar a ser vicepresidenta del partit federal de Pi i Margall, a més de membre de la seva comissió Nacional el 1938; va ser la primera dona que s'hi afilià, al 1900. A Andalusia va actuar sobretot entre 1900 i 1903 a Màlaga, Còrdova i Huelva:
1900Va fer la Societat Progressiva Femenina de Màlaga i va organitzar mítings en suport dels reus de Jerez amb Soledad Gustavo.
1901A Badajoz, durant una conferència, va parlar a favor de l'ensenyament laic; al març va rellançar La Consciència Libre a Màlaga, amb Amalia Carvi i Areal.
1902De nou a Màlaga, va organitzar gremis obrers i camperols i societats lliurepensadores al costat d'Alejandro Lerroux i Rodrigo Soriano. A Còrdova va entrar a formar part de la societat llibertària Els Amics del Progrés i va participar en l'organització dels sindicats obrers. A Ginebra (Suïssa) va assistir al Congrés de Lliure Pensament per representar a més de 80 societats.
1903Es va afiliar a la Unió Republicana.
1904El 4 de setembre a causa d'un discurs contra el general Camilo García de Polavieja va ser condemnada a dos mesos i un dia de presó; en el discurs va censurar al general per l'afusellament de José Rizal, poeta, maçó i heroi de la independència de les Filipines.
1905A la Província de Santa Cruz de Tenerife (Illes Canàries) va donar una conferència.
1906A Buenos Aires (Argentina) va ser al Congrés de Lliure Pensament per representar una lògia maçònica.
1907Es va mudar a l'Uruguai. Allà va crear l'Associació de Dames Liberals.
1908-1910Va ser directora del periòdic El Liberal de Uruguay.
1910El Congrés Internacional Femení al qual va assistir a Argentina la va nomenar presidenta honorària.
Els següents anys es va dedicar a recórrer Amèrica mentre denunciava les injustícies que veia en els seus viatges.
1913Al febrer d'aquest any, el moviment anarquista va fer una gira per Xile (Valparaíso, Antofagasta, Concepción, Santiago, Iquique, Negreiros i Pisagua). El periòdic La Razón li va editar un fullet. A més, el diari El Mercurio de Valparaiso la va entrevistar i es van construir diversos centres femenins anticlericals en el seu honor. Va ser la font d'inspiració per a poetes com Néstor Recabarren, Salvador Barra i Máximo Silva.
1915-1921Va viure a Buenos Aires i el 1915 va arribar a formar part del Consell de Govern de la Federació Argentina maçònica El Dret Humà en la qual va aconseguir el grau 33.
1925- 1928Ja a Mèxic va dirigir la revista Rumbos nuevos, alhora que era professora en algunes escoles laiques. El 1926 li van donar la nacionalitat Mexicana. Va treballar amb el president uruguaià José Batlle; Felipe Carrillo Port, governador de la península de Yucatán, Felipe Carrillo Port; i amb Francisco Madero, Álvaro Obregón i Plutarco Elías Calles, presidents mexicans
1930Va fundar a Uruguai l'Associació de Dames Liberals i a Equador la Federació Anticlerical Femenina.
1931Després que es proclamés la II República espanyola, va tornar a Espanya.
1933Va encapçalar la candidatura dels republicans federals per a Màlaga.
1936Es va fer membre de la Comissió Nacional del Partit Federal Ibèric.
1939Juntament amb el triomf militar del Bàndol Nacional es va exiliar a França i, el 1942, a Mèxic. Aquí va formar part de l'Ateneu Pi i Margall, el qual era lloc de reunió entre anarquistes i republicans federals de l'exili espanyol.
Ja gran, amb problemes econòmics, va morir de nefritis el 10 de setembre de 1950 a Mèxic. Els seus amics espanyols i mexicans van vetllar les seves restes d'acord amb els ritus maçònics, aquests van ser, més tard, incinerats.

## Obres
Belén de Sárraga escrivia tant en prosa com en vers i els seus escrits, en la seva majoria, es reparteixen en publicacions llibertàries com Avance, El Amigo del pueblo, El Despertar de los Trabajadores, El Obrero, El Porvenir del Obrero, La Protesta… Encara que també tenia altres obres, tant en format llibre com en fullet:
- Minucias (Poesies) (Màlaga, 1902)

- Congreso Universal de Librepensadores de Ginebra (Màlaga, 1903)
- Conferencias sociológicas y de crítica religiosa, dadas en Santiago de Chile en enero y febrero de 1913 (Santiago, Chile, 1913)
- A través de un continente. El anticlericalismo en América (Lisboa,1914)
- La evolución de los pueblos y las congregaciones religiosas. Conferències (Mèxic, 1915)·
- La iglesia en la política (Mèxic, 1923)
- Conferencia sustentada por la eminente oradora Belén de Sárraga el domingo 4 de mayo de 1924 en el Teatro Máximo, con motivo del Homenaje a Felipe Carrillo Puerto, organizada por la Agrupación Socialista de La Habana (Mèxic, 1924)
- La cuestión religiosa, Federación anticlerical Mexicana (Mèxic, 1926)
- La papisa Juana. Testimonio histórico contra el origen divino del Papado (Asunción, 1931)
- El vicariato divino: síntesis de la vida pontificia en sus tres más importantes aspectos: político, moral y económico. (Asunción, 1931)[9][6]